# 蓬池縣
蓬池縣，本大寅縣，廣德元年（763年）更名，屬蓬州，後省，開成元年（836年）復置。宋仍屬蓬州。有惠應廟。元至元二十年，併入儀隴縣。有龍章山、蓬水。故址在今蓬安縣茶亭鄉蓮池壩村。